# Habeas Corpus (pel·lícula)
Habeas corpus és una pel·lícula de l'Argentina filmada en colors dirigida per Jorge Luis Acha sobre el seu propi guió que es va produir en 1987 i mai es va estrenar comercialment.
Es tracta d'un film del gènere del cinema experimental que va guanyar el Premi al Millor Director, compartit amb Víctor Dinenzon, en el Festival d'Operes Primes de Bariloche en 1988.

## Sinopsi
Un home roman nu tancat en una cel·la durant 4 dies mentre el seu carceller llegeix revistes de fisicoculturisme.

## Repartiment
| Actor          | Personatge |
| -------------- | ---------- |
| Jorge Diez     |            |
| Luis Nieto     |            |
| Oscar Vernales |            |

## Comentaris
Jorge Acha va dir sobre el film:
| « | «Com no hi ha una història per a seguir amb interès, vaig buscar la bellesa del cos humà i una certa postura estètica per a compensar-lo.» | » |

Pablo Piedras va escriure::
| « | «…és el relat d'una espera. Un temps elidit que, en gran part de les pel·lícules, sol ser necessari economitzar. …Dues històries unides per l'entorn espacial. La del carceller, marcat per l'exacta repetició d'un horrible ritual que forma part de la seva vida quotidiana… ha de romandre, ocupar un lloc dins del mecanisme... que asseguri la correcta aplicació de la disciplina i el càstig… garanteixen el control … sobre el cos dels individus. En contrapartida… es troba el cos del detingut… despullat, rendit, travessat pels mecanismes de poder. …La decisió del director consisteix a posar-se d'enfront del personatge tot i que això signifiqui donar-li l'esquena al públic. …En definitiva, el notable d'Habeas corpus és que relata una història de caràcter universal: la de l'home empresonat, castigat per les més brutals manifestacions del poder com la supressió de la llibertat i la tortura; però al mateix temps no deixa de remetem a una altra història terriblement concreta; pròxima i dolorosa, com la dels nostres desapareguts durant l'última dictadura militar... » | » |

El crític i historiador cinematogràfic Ricardo Parodi, qui va ser el curador de la retrospectiva del BAFICI 2006 opina de la pel·lícula: 
| « | «Aquesta pel·lícula és el compendi de les percepcions, de les afeccions, els records, el deliri, d'un detingut en els moments més terribles del seu tancament: temps morts que se succeeixen entre les sessions de tortura. El temps en què descobreix que posseeix un cos fet de fragments. Tal vegada no hi ha, en la història del cinema nacional, una exploració tan detallada de les qualitats i potències que pot engendrar un cos. Una imatge, la dels peixos, es repeteix al llarg del film (símbol del cristianisme arcaic, traït), i una frase de Borges no cessa de ser evocada: “Ni una sorra somiada pot matar-me. Ni hi ha somnis que estiguin dins de somnis». | » |